# سد بن اکورد
سد بن اکورد (به لاتین: Bon Accord Dam) یک سد در آفریقای جنوبی است که در پرتوریا واقع شده‌است.